# Juan Castro
Pour les articles homonymes, voir Castro.
Juan Gabriel Castro (né le 20 juin 1972 à Los Mochis, Sinaloa, Mexique) est un joueur d'avant-champ ayant joué dans les Ligues majeures de baseball de 1995 à 2011, notamment pour les Dodgers de Los Angeles.

## Carrière
Juan Castro signe en 1991 un contrat avec les Dodgers de Los Angeles, pour qui il fait ses débuts dans les majeures le 2 septembre 1995.
Surtout utilisé comme réserviste depuis le début de sa carrière, il est un joueur polyvalent à l'avant-champ. Il est utilisé au deuxième but, au troisième but et à l'arrêt-court. C'est à cette dernière position qu'il avait disputé le plus de matchs avant le début de la saison 2010.
Castro s'est aligné pour les Dodgers de Los Angeles (1995-1999), les Reds de Cincinnati (2000-2004), les Twins du Minnesota (2005-2006), les Reds de Cincinnati à nouveau (2007-2008), les Orioles de Baltimore (2008) puis une autre saison (2009) pour les Dodgers.
En novembre 2009, il rejoint les Phillies de Philadelphie.
Castro a connu sa meilleure année en 2005 avec 33 points produits pour les Twins, égalant en 97 parties son plus haut total en carrière, réussi en 113 matchs pour les Reds de 2003.
Libéré par les Phillies après 54 parties jouées en 2010, il rejoint les Dodgers de Los Angeles le 2 août. Il annonce sa retraite en juillet 2011.